# Всеобщий союз труда
Всеобщий союз труда (итал. Unione Generale del Lavoro, UGL; ранее Confederazione Italiana Sindacati Nazionali dei Lavoratori — CISNAL) — итальянское профсоюзное объединение. Исторически связано с неофашистским движением. В 1980—1990-х годах эволюционировало от корпоративизма к тред-юнионизму. Является наименьшей из четырёх основных профсоюзных конфедераций Италии.

## История

### Неофашистский этап
CISNAL был учреждён на съезде в Неаполе 24 марта 1950 года. Создание инициировали профсоюзные активисты из неофашистской партии Итальянское социальное движение (MSI) во главе с Джузеппе Ланди и Джованни Роберти. Ланди придерживался радикальных революционно-синдикалистских взглядов в духе раннего итальянского фашизма. Депутат парламента от MSI Роберти занимал несколько более умеренные позиции. Видную роль в неофашистском профдвижении играл калабрийский железнодорожник Чиччо Франко, в 1970—1971 возглавлявший восстание в Реджо-ди-Калабрия.
В профсоюзном движении Италии доминировали Всеобщая итальянская конфедерация труда, находившаяся под влиянием ИКП, Итальянская конфедерация профсоюзов трудящихся, до 1960-х годов связанная с Христианско-демократической партией, и социал-демократический Итальянский союз труда. Также существовал леворадикальный Итальянский синдикальный союз. Противостояние коммунистическим и левым силам в профсоюзах изначально было важнейшей задачей CISNAL. Неофашистский профсоюз сумел завоевать определённые позиции, особенно на юге страны. Влияние CISNAL было сильнее там, где общественные отношения определялись традиционными корпоративными структурами и связями. Особенно высокой популярностью профсоюз обладал в городе Реджо-ди-Калабрии, самой южной точке материковой Италии, отделённой от Сицилии узким проливом.

### Департизация профсоюза
После смерти Джузеппе Ланди 6 июня 1964 года руководство CISNAL сконцентрировалось в руках Джованни Роберти. Усилилось также влияние Чиччо Франко. CISNAL оставался проводником политики MSI в общественных низах. В то же время объединение вело реальную профсоюзную работу, отстаивая текущие интересы своих членов. Теория и практика CISNAL сознательно ориентировалась на «чёрные синдикаты» времён Муссолини.
В 1977 году Роберти примкнул к правоконсервативной партии «Национальная демократия», вышел из MSI и сложил полномочия в CISNAL. Новым генеральным секретарём был избран Иво Лаги. В феврале 1980 Иво Лаги и лидер MSI Джорджо Альмиранте подписали соглашение, установившее полную независимость профсоюза от партии.
Начиная с 1980 CISNAL сильно приглушил корпоративистский мотив. Это позволило расширить влияние профсоюза на индустриальном севере Италии. В 1984 году был принят новый манифест CISNAL, в котором революционная риторика сочеталась с установкой на тред-юнионистскую практику. Активизировалась деятельность культурного характера, стал издаваться тематический ежемесячник. Участились профсоюзные демонстрации.

### От CISNAL к UGL
Однако в начале 1990-х годов, после ухода от руководства Иво Лаги, обозначился кризис CISNAL. Эта тенденция совпала с политическим кризисом MSI и была связана с общим переструктурированием итальянской социально-политической системы.
В 1992 генеральным секретарём CISNAL стал Мауро Нобилиа. Под его руководством в 1995—1996 осуществилась трансформация CISNAL в UGL — Всеобщий союз труда. Союз, учреждённый на съезде 28 ноября-1 декабря 1996 года, занимает наиболее правые позиции в итальянском профдвижении. UGL склонен к классовому сотрудничеству, но уже не ориентируется на фашистский корпоративизм..
Влияние UGL превосходит CISNAL. Профсоюз подключился к выработке социальных стандартов ЕС. Особенно динамично развивался UGL во второй половине 2000-х, под руководством Ренаты Полверини (первая в Италии женщина во главе профобъединения), которая в 2010—2012 году являлась губернатором столичного региона Лацио. С 2010 по 2014 во главе UGL стоял профактивист металлургического кластера Джованни Центрелла. Его руководство закончилось крупным скандалом и расследованием финансовых злоупотреблений в профсоюзе. Центрелла вынужден был уйти в отставку, его сменил бывший чиновник министерства финансов Джеремия Манцини, известный приглашением Леха Валенсы на траурное мероприятие памяти шахтёров, погибших при в катастрофе 8 августа 1956 в Бельгии.
На IV съезде UGL 23 февраля 2018 генеральным секретарем профсоюза был избран банковский служащий Франческо Паоло Капоне. Своими главными задачами Капоне считает организационное оживление и восстановление репутации UGL.

### Современное положение профсоюза
Общая численность UGL превышает 2 миллиона человек. Однако эта цифра не является несомненной, поскольку структура профсоюза конфедеративна, с широкой степенью автономии и без тщательного взимания взносов. Другие профсоюзы временами упрекают UGL в преувеличении количества членов.
Под патронажем CISNAL-UGL с 1953 года функционирует Национальное агентство социальной помощи — частноправовая структура социально-правовой защиты.
Наряду с другими крупнейшими профсоюзами страны, UGL участвует в переговорах заключении соглашений с общенациональным предпринимательским объединением Конфиндустрия.
Эволюция CISNAL в UGL может быть сопоставлена с трансформацией Итальянского социального движения в Национальный альянс. Подобно тому, как неофашистская партия преобразовалась в консервативную, неофашистский профсоюз принял форму праволиберального профобъединения. Различие в том, что Национальный альянс с конца 2000-х вошёл в стадию самораспада и дальнейшей трансформации, тогда как UGL демонстрирует большую структурную устойчивость.

## Программные цели
UGL определяет профсоюзную деятельность как метод установления социальной справедливости и стремится к устойчивому экономическому развитию. Идеология UGL основана на «национальном социализме» или «Третьей позиции», целью которого является синтез правой культуры и левых экономических воззрений.
Для достижения этих целей UGL предлагает:
- Преодоление классовой идеологической ограниченности и последующего классовых конфликтов.
- Содействовие участию работников в прибыли и управлении компаниями.
- Борьба с любой дискриминацией на рабочем месте.
- Поддержка единства в мире труда.

UGL считает, что эффективный диалог и социальное партнёрство на итальянском, европейском и мировом уровнях должны гарантировать права трудящихся и преодолевать негативные последствия глобализации.

## Структурные подразделения
UGL формируется структурами двух типов:
- Территориальные организации на региональном уровне: 20 региональными отделений (URL).
- Профессиональные федерации для каждого сектора труда.

Профсоюз также предоставляет различные услуги соответствующих учреждений:
- UGC (Unione Generale Consumatori): защита интересов потребителей.
- CISCOS (Centro Internazionale Sindacale per la Collaborazione allo Sviluppo): международное сотрудничество.
- CAF UGL: налоговые услуги.
- SEI (Sindacati Emigrati Immigrati): помощь рабочим-иммигрантам.
- ENAS-ACAI: технико-правовая помощь в защите прав и интересов работников и пенсионеров.
- UGL Italiani nel Mondo: помощь в обеспечении трудовых прав итальянских граждан за рубежом.

UGL издаёт газету Конфедерации «La Meta Sociale» с ежедневным изданием «La Meta Serale» и профсоюзный веб-сайт.

## Генеральные секретари
• Джузеппе Ланди (1950—1964)
• Джованни Роберти (1964—1977)
• Иво Лаги (1977—1990)
• Феделе Пампо (1990—1991)
• Коррадо Маннуччи (1991—1992 годы)
• Мауро Нобилия (1992—1999 годы)
• Стефано Сетика (1999—2006)
• Рената Полверини (2006—2010)
• Джованни Центрелла (2010—2014)
• Геремия Манчини (28 июля 2014 года — 28 октября 2014 года)
• Франческо Паоло Капоне (в настоящее время)

## Съезды UGL
• I — Рим, 28 ноября — 1 декабря 1996 года.
• II — Рим, 2-4 февраля 2006 года.
• III — Рим, 29-31 марта 2012 года.
• IV — Рим, 22-23 февраля 2018 года.

## Интересные факты
В 1993 году CISNAL установил контакты с российским профобъединением Соцпроф. Этот факт вызвал резкую критику со стороны ФНПР. Газета МФП «Солидарность» писала о «друзьях Соцпрофа из фашистского профсоюза». Публикация явно носила характер «чёрного PR», поскольку CISNAL к тому времени утратил фашистский характер.